# Iniziazione

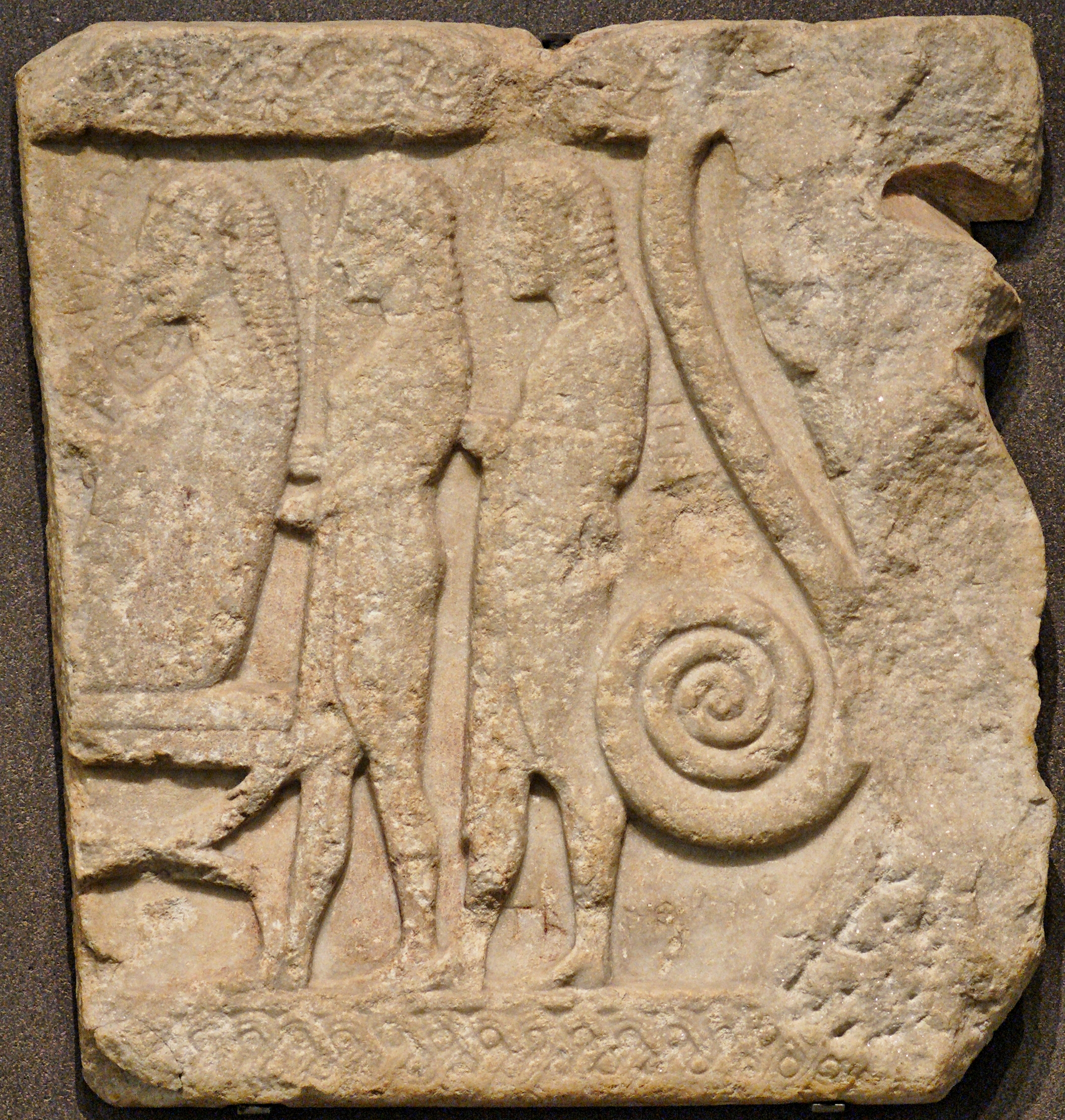
Iniziazione di Agamennone ai culti misterici di Samotracia (bassorilievo, Museo del Louvre, Parigi)

L'iniziazione è un processo di trasformazione di natura spirituale, culturale o religiosa, conseguente ad uno o più riti di passaggio, che permette al loro partecipante «l'uscita da uno status in funzione dell'entrata in uno status diverso, talora in modo radicale, dal precedente».
In senso ristretto costituisce la possibilità di accedere al nucleo più intimo e nascosto di una dottrina o di una cerchia esoterica (dal greco esóteros, «interiore»), andando oltre il suo rivestimento esteriore (exoteros, essoterico), consentendo di diventare un «adepto», cioè un aderente ad un nuovo modo di vedere o di pensare, tramite una sorta di rinascita.

## Significato del termine
Il termine deriva dal latino initium («inizio»), composto a sua volta da in + ire, cioè «andare verso», implicando un senso di movimento verso un traguardo o un obiettivo, comunque dotato di sacralità.
Questo significato di iniziazione era presente come concetto in quasi tutti i gruppi culturali, ma soprattutto nelle scuole misteriche, come quelle orfiche, eleusine o pitagoriche.

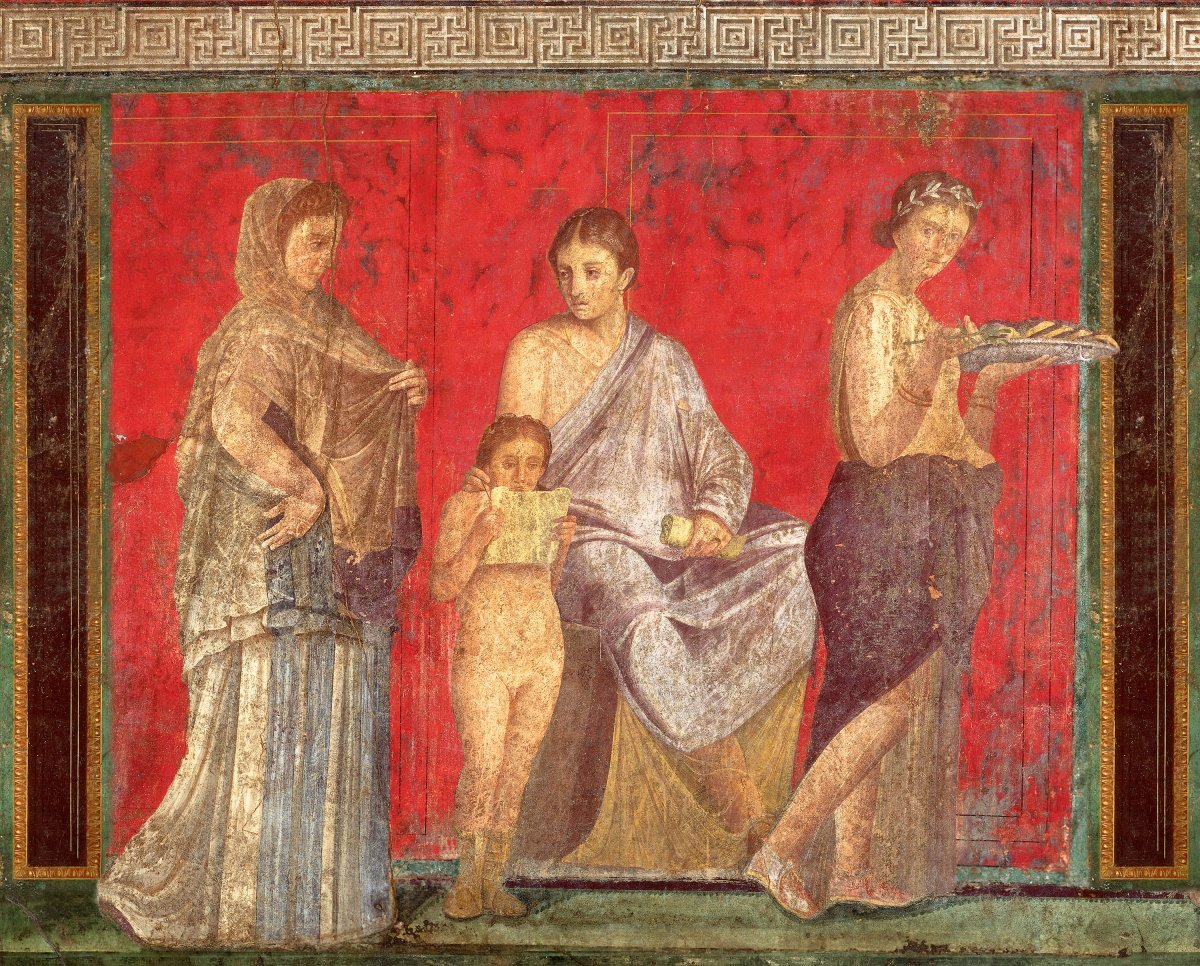
Affresco della Villa dei misteri a Pompei che raffigura un'iniziazione ai misteri di Dioniso.

Scopo dell'iniziazione, almeno nei suddetti misteri antichi, consisteva in un viaggio extracorporeo della durata di circa tre giorni, durante i quali poter visitare i mondi spirituali per convincersi della loro esistenza, e diventare così consapevoli dell'immortalità dell'Io. Quest'esperienza avveniva in genere sotto lo stimolo di sostanze psicotrope, che consentivano una temporanea separazione degli involucri sottili, non solo dell'astrale ma anche di quello vitale, dal corpo fisico del discepolo, il quale si ritrovava in uno stato di trance profonda simile alla premorte.
Una volta ritornato nella dimensione terrena, egli aveva assorbito la sapienza trasmessagli dal sommo sacerdote, detto «ierofante», che si era impressa sul suo corpo vitale grazie alle funzioni mnemoniche di quest'ultimo. Il neo-iniziato, che a quel punto poteva dirsi «nato due volte», aveva acquisito la capacità di percepire la realtà sovrasensibile sottesa a quella ordinaria col ravvivamento dei poteri della chiaroveggenza, coi quali era arrivato a conoscere la propria essenza spirituale, sperimentando che la propria vita non sarebbe terminata con la morte fisica.
Riguardo alla natura, al significato e alle tecniche dell'iniziazione occorreva mantenere il segreto più assoluto, perché chi l'avesse infranto poteva essere punito anche con la morte. 
Nonostante ciò, lo scrittore romano Apuleio volle rivelarne qualche cenno nell'ultimo libro delle sue Metamorfosi, in cui il protagonista viene iniziato al culto egizio di Iside e Osiride:
(Apuleio, Le Metamorfosi, libro XI, 21, 1)
Le conoscenze detenute nell'antichità dai sapienti, infatti, non solo in ambito occulto, ma anche in quello filosofico, medico, o architettonico, nascevano in un contesto esoterico, che essi cercavano di preservare dall'accesso di quanti fossero impreparati, e perciò inadeguati, a comprenderlo. Come sosteneva Ippocrate, «le cose sacre non devono essere insegnate che alle persone pure; è un sacrilegio comunicarle ai profani prima di averli iniziati ai misteri della scienza».

## Storia
Le origini dei riti iniziatici affondano le loro radici nella preistoria, legate ai riti religiosi e di costume delle prime organizzazioni umane. Sulla base degli studi di Mircea Eliade, si possono distinguere tre tipologie di iniziazione, quelle religiose, quelle misteriche, e quelle magico-sacerdotali, in cui gli sciamani svelavano ai giovani i segreti della natura, e insegnavano loro a contattare gli spiriti.

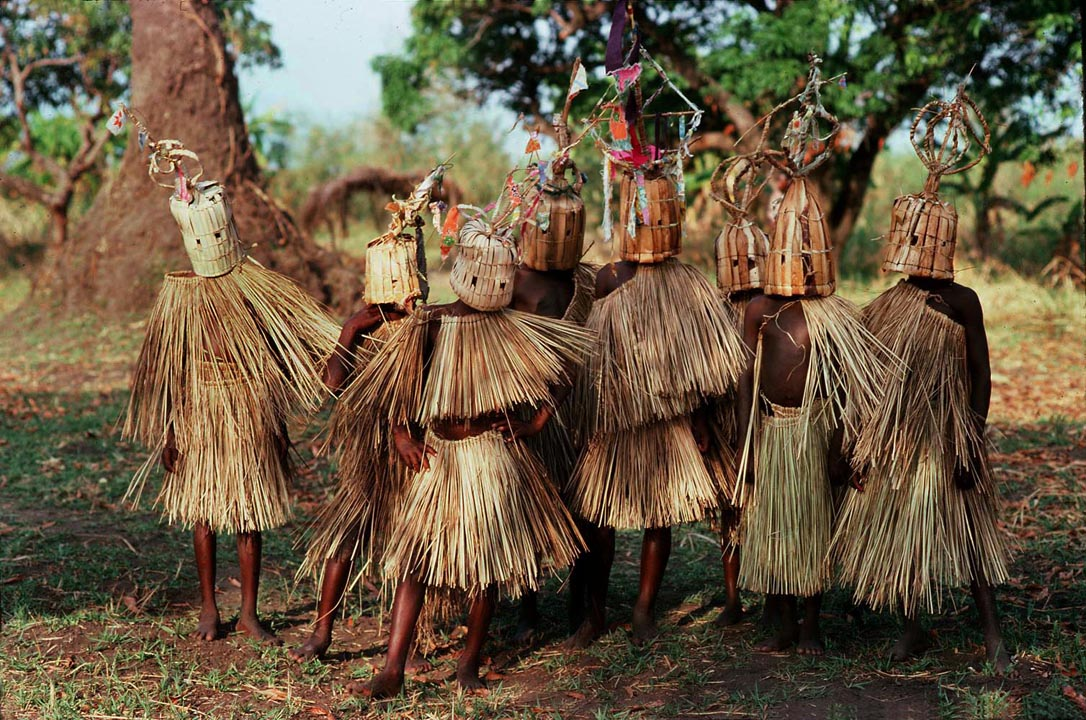
Iniziazione di un ragazzo nel Malawi.

Un tipico rito di iniziazione era l'avulsione degli incisivi diffusa nella preistoria o presso certe tribù dell'Africa o dell'Australia.
Nella tribù bapedi l'iniziazione normalmente veniva considerata una fase durante la quale al ragazzo veniva impressa la mascolinità e alla ragazza la femminilità, affinché fossero considerati pienamente membri della tribù; era ritenuta una procedura di fondamentale importanza perché aiutava a costruire il rispetto negli adolescenti e li preparava a diventare mariti o mogli.
Oggetto di studi particolari è stata l'iniziazione tribale della Papua Nuova Guinea: mentre per le ragazze essa era di tipo individuale, legata soprattutto ai rituali della fecondità e del mistero della vita, protraendosi dalla prima mestruazione fino al parto, nei rituali maschili, di natura invece collettiva, il novizio doveva morire simbolicamente divorato da un mostro per rinascere di nuovo. La capanna dell'iniziazione svolgeva spesso un ruolo importante, simile alla gola aperta di un mostro marino, attraverso la cui apertura penetravano i neofiti per ricevere la circoncisione: la grotta assumeva così la valenza dell'uovo primordiale cosmogonico, o di un ritorno nel grembo materno.

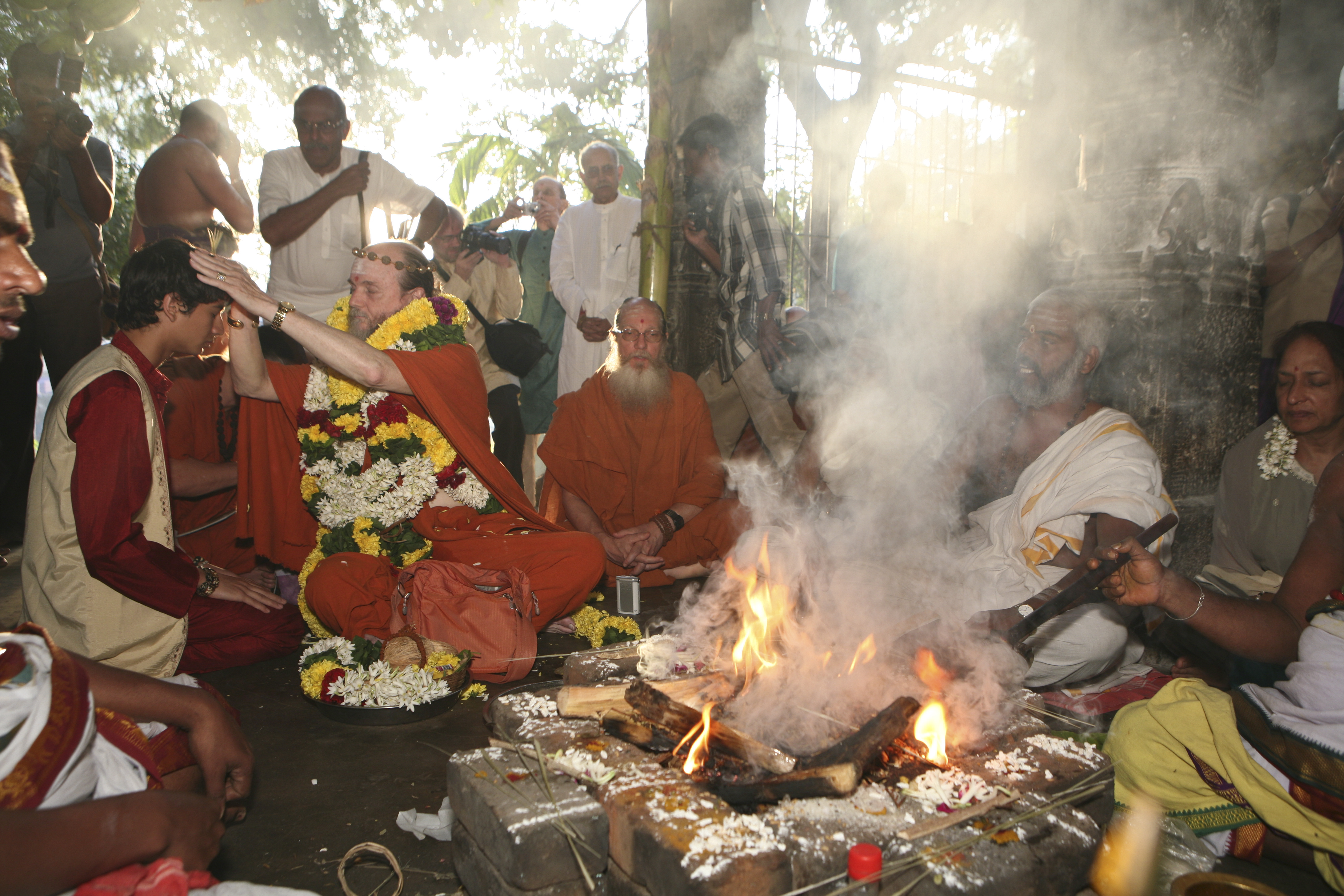
Cerimonia d'iniziazione induista conosciuta come diksha.

Collegata alla pubertà e alla maturità sessuale era anche l'iniziazione nell'antica Grecia, che avveniva ad esempio nella pederastia cretese, per cui il rito di passaggio di un fanciullo all'età adulta, «per esser considerato definitivamente e pubblicamente superato, prevedeva un rapporto pedagogico-amoroso e finanche sessuale con un uomo protratto per un certo periodo di tempo».
Oggi l'iniziazione rimane una componente chiave delle congreghe religiose induiste, nelle sette come Sant Mat, Surat Shabd Yoga e altre simili, in cui si riceve la cosiddetta «diksha». Essa comporta un'obbedienza generale verso il guru, implicando il fatto che il chela, cioè lo studente o il discepolo, accetti i suoi requisiti, come lo stile di vita etico, la meditazione, ecc.
Nelle Chiese cristiane si parla pure di «iniziazione cristiana» per indicare l'insieme della formazione, dei riti e dei sacramenti come il battesimo e la cresima, che si celebrano per diventare membri e discepoli di Cristo.
Riti d'iniziazione nella storia occidentale hanno riguardato i templari, i rosacroce, la massoneria, e in forma deteriore consorterie mafiose in cui si ricorre a uno specifico rituale d'affiliazione. La progressiva scomparsa dei riti di passaggio, conseguente più che altro a una loro svalutazione, viene associata a una perdita della loro intensità e dimensione sacrale.

## Caratteristiche

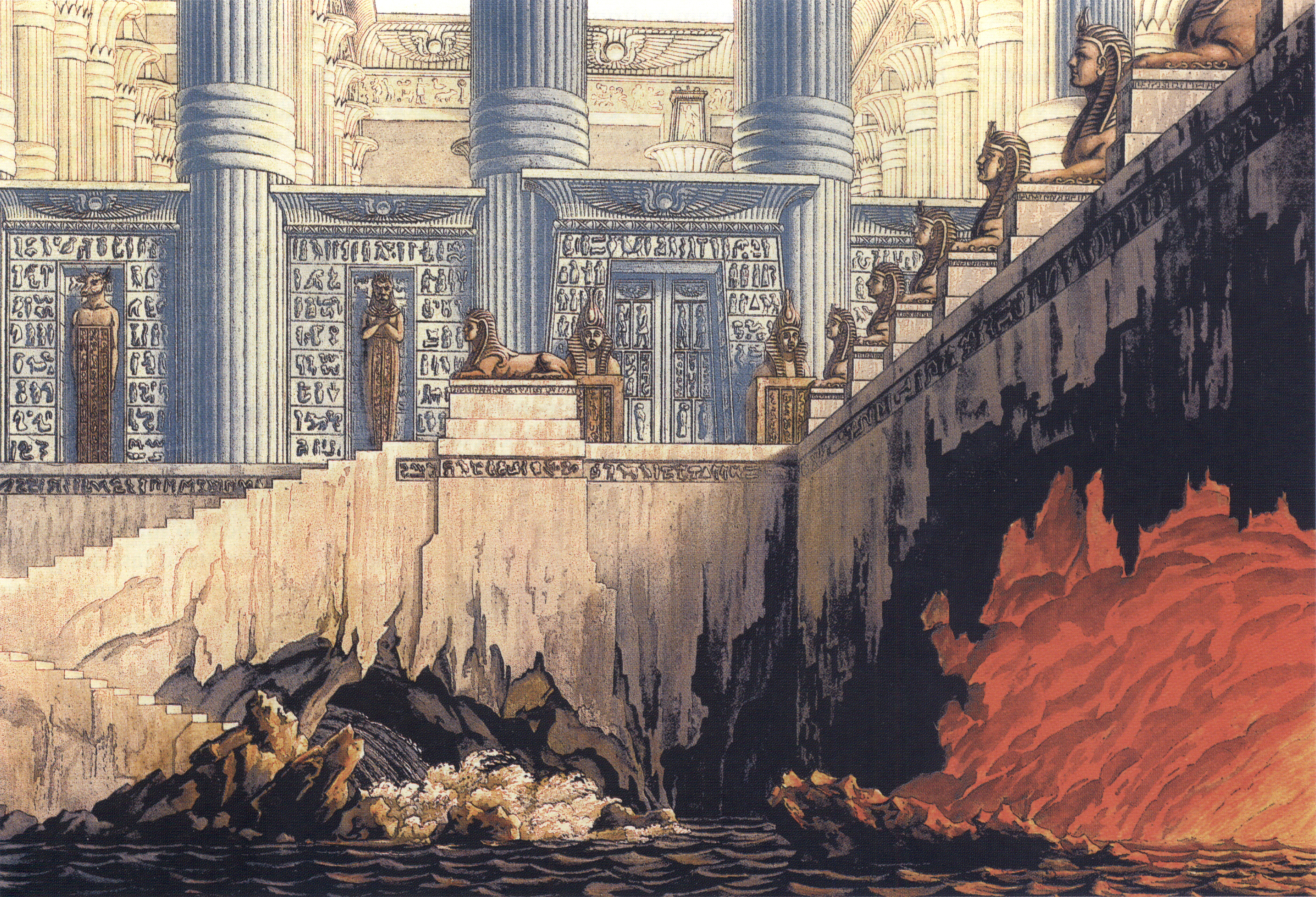
Scenografia del Flauto magico raffigurante un'iniziazione attraverso la prova del fuoco e dell'acqua.

Durante un'iniziazione, generalmente l'aspirante iniziato deve superare delle prove, per mostrare il suo carattere e la sua accettabilità nel gruppo.
L'esempio più diffuso è il rito attraverso cui un giovane consegue la maturità, e può quindi venire introdotto nella società degli adulti o in un altro gruppo organizzato. Ciò assume una particolare importanza nel caso di una persona che entri a far parte di società o associazioni segrete.

Fondamentale è la pratica di un rito corrispondente alla qualità dell'archetipo di cui si invoca la manifestazione, e al quale ci si connette grazie alla forza intermediaria di un simbolo. La costruzione di una città o di un edificio sacro, ad esempio, può essere celebrata partecipando al modello cosmogonico della «Gerusalemme Celeste».
(Julien Ries, L'uomo religioso e la sua esperienza del sacro, pag. 188, trad. it., Jaca Book, 2007)

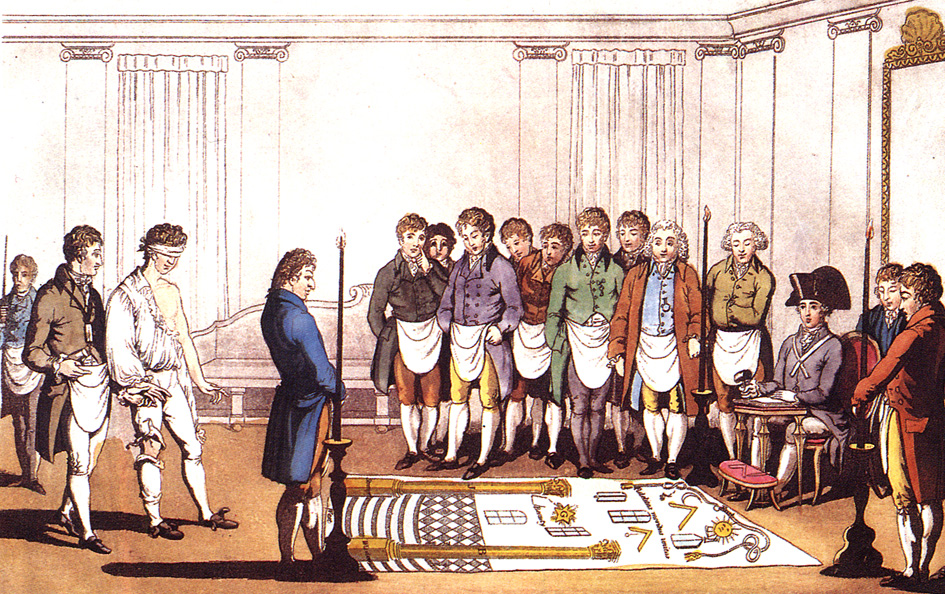
Iniziazione di un apprendista massone (1805)

Nella massoneria l'iniziazione indica il rito di passaggio che porta all'ottenimento della Luce. In quest'ambito è previsto che l'aspirante adepto debba sostare in un «gabinetto di riflessione», ovvero un luogo oscuro, che allude alla caverna platonica, simbolo della morte e preludio della rinascita, prima di essere affiliato.
Così nel contesto dei rituali magici e dell'esoterismo, l'iniziazione è considerata la causa di un fondamentale processo di cambiamento, analogo alla trasmutazione alchemica.
Tale processo infatti è spesso correlato a una simultanea morte (nigredo) e rinascita (albedo) poiché oltre che un «inizio» comprende anche la fine dell'esistenza su un livello e l'ascensione al livello successivo.
L'officiante che conduce l'iniziazione, cioè l'iniziatore, essendo in possesso di un indubbio potere o status, trasferisce questo potere o status alla persona che sta per essere iniziata. Di conseguenza il concetto di iniziazione è molto simile a quello di successione apostolica, in quanto operante all'interno una Tradizione spirituale o religiosa.

### La gerarchia iniziatica
(René Guénon)

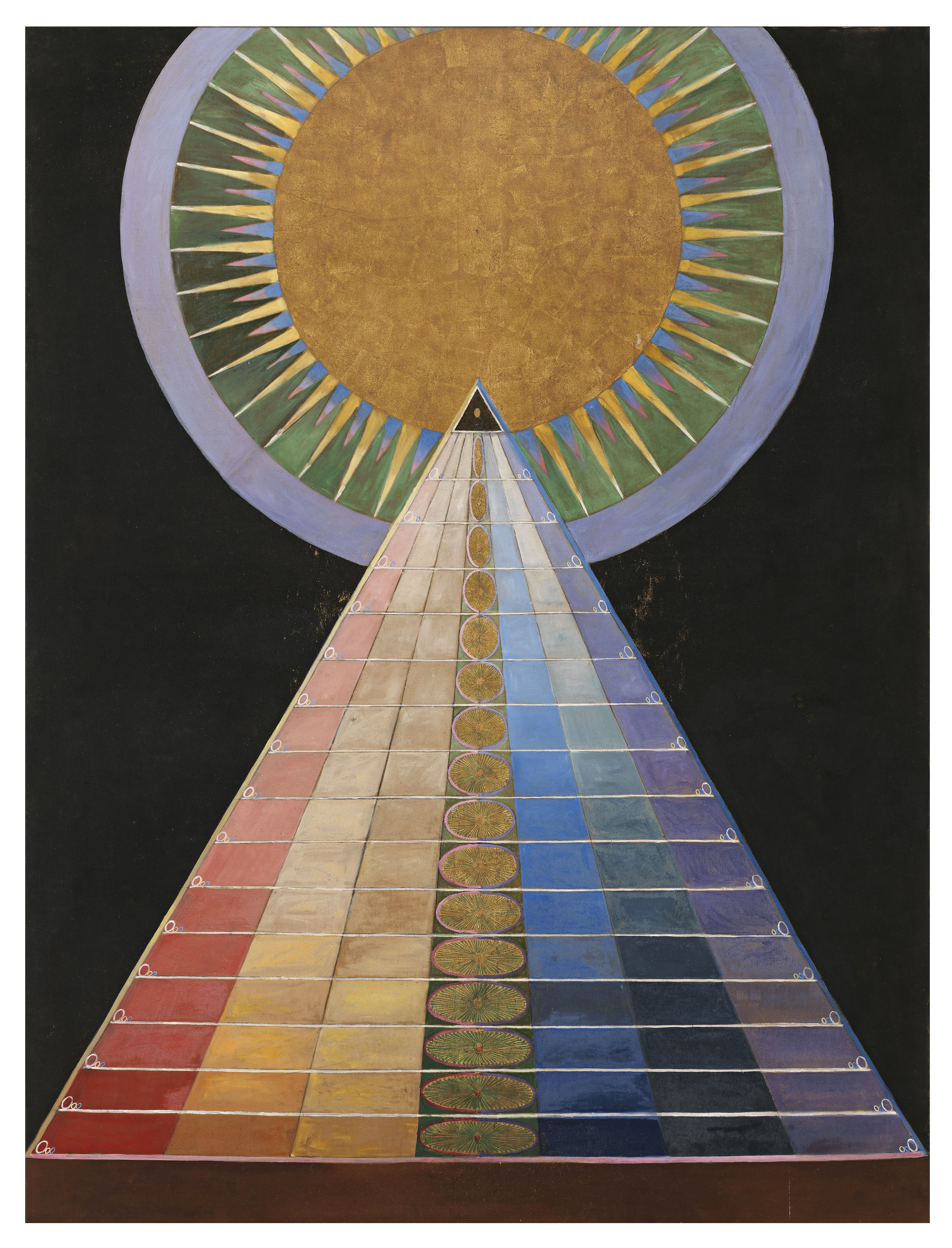
Altare in forma di piramide che allude ai diversi gradi iniziatici (dipinto di Hilma af Klint, 1907).

Oltre alla trasmissione di poteri spirituali, solitamente un rito d'iniziazione include un processo guidato dove coloro che stanno al più alto livello della gerarchia guidano l'iniziato attraverso un processo di incremento di conoscenza. Questo spesso include la rivelazione di segreti che sono solitamente riservati a coloro che sono già stati iniziati.
All'interno di una cerchia ristretta vi possono essere tuttavia molteplici gradi di iniziazione esoterica, a seconda dei livelli via via superiori di conoscenza raggiunti dagli adepti. Questi gradi possono essere rappresentati come una serie di cerchi concentrici che si avvicinano progressivamente al centro, cioè alla prospettiva unitaria e universale dell'Assoluto, oppure come una piramide, il cui vertice assume lo stesso significato del centro nella figura circolare. La progressiva ascensione consente di invertire il processo ontologico di emanazione dall'Uno, percorrendo a ritroso le tappe della creazione riflesse nella gerarchia dell'ordine naturale.
Nella massoneria i passi dell'iniziazione sono essenzialmente tre, corrispondenti ai gradi di Apprendista, Compagno d'Arte e Maestro, e alle tre età della vita umana, ovvero nascita, crescita e conseguimento dell'operatività adulta, sebbene di fatto possano essere innumerevoli.
Nella teosofia si enumerano invece principalmente sette iniziazioni, ognuna delle quali consente di avanzare di un grado nell'ambito della gerarchia cosmica a cui appartengono i Maestri componenti la cosiddetta Fratellanza bianca, talmente evoluti al punto di essere già ascesi su un piano puramente spirituale, da dove presiedono ai destini del mondo.
Nell'occultismo tale iniziazione consiste essenzialmente nel conseguimento della chiaroveggenza e della capacità di percepire la realtà spirituale sottesa a quella materiale tramite l'apertura del terzo occhio.
Comune a diverse tradizioni esoteriche è inoltre la figura del guardiano della soglia, descritto come un essere terribilmente minaccioso, custode della porta di accesso ai mondi ultraterreni, che appare al discepolo per spaventarlo e respingerlo indietro in questo suo percorso iniziatico.